# دكوا أندرسية
دكوا أندرسية (الاسم العلمي:Dikwa andresi) هو نوع من المفصليات يتبع جنس الدكوا من الفصيلة الدكوية.